# Protoci, Țarîceanka
Protoci (în ucraineană Проточі) este o comună în raionul Țarîceanka, regiunea Dnipropetrovsk, Ucraina, formată numai din satul de reședință.

## Demografie
Componența lingvistică a satului Protoci
     Ucraineană (97,58%)
     Rusă (2,02%)
     Alte limbi (0,4%)
Conform recensământului din 2001, majoritatea populației satului Protoci era vorbitoare de ucraineană (97,58%), existând în minoritate și vorbitori de rusă (2,02%).